# Neisser Bent

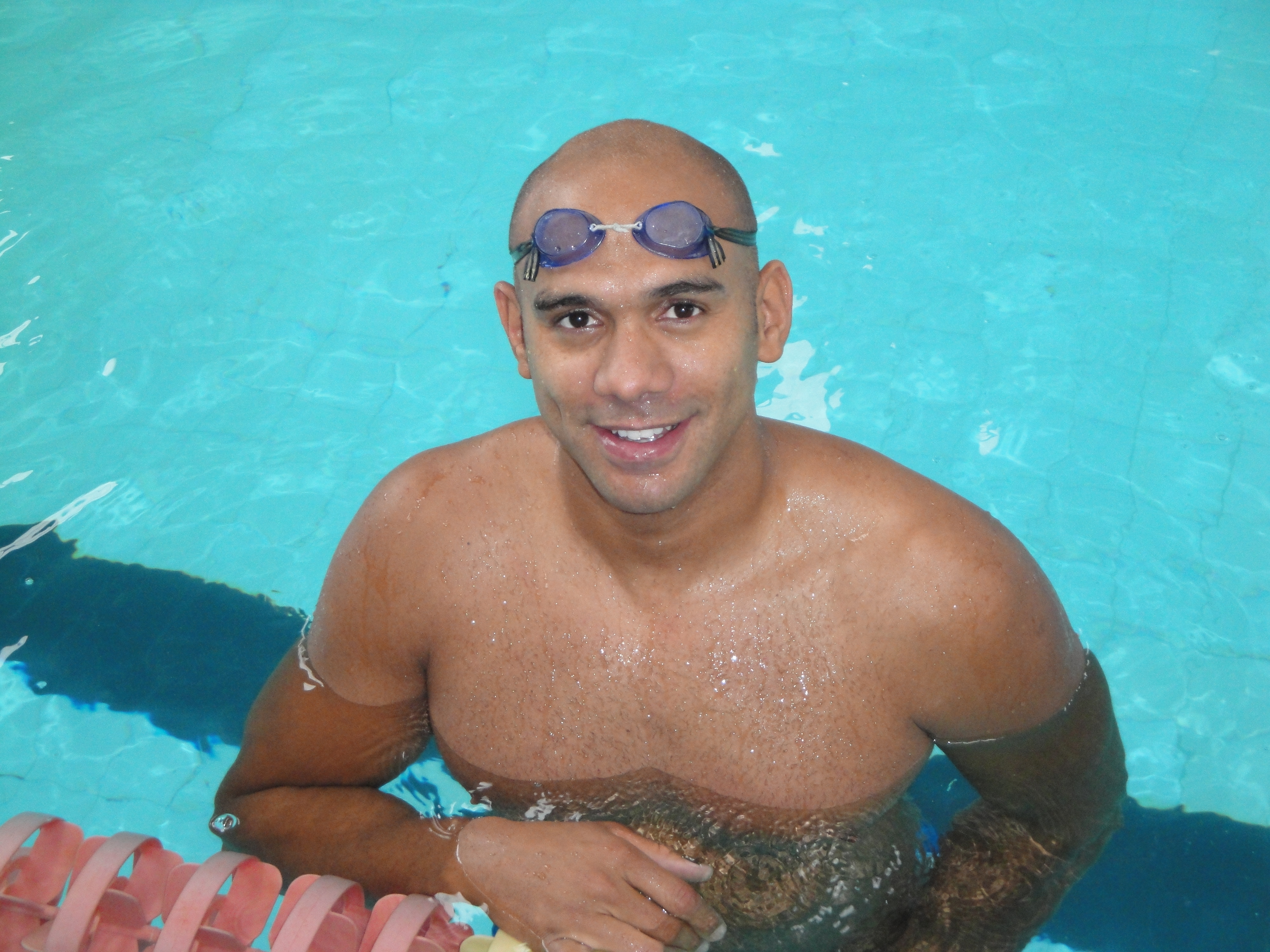
Neisser Bent (2010)

Neisser Santiago Bent Vázquez (* 7. August 1976 in Nueva Gerona) ist ein ehemaliger kubanischer Schwimmer, der eine olympische Bronzemedaille gewann.

## Karriere
Bei den Panamerikanischen Spielen 1995 in Mar del Plata belegte Bent den sechsten Platz über 100 Meter Rücken und den fünften Platz über 200 Meter Rücken. Ende 1995 schwamm Bent bei den Kurzbahnweltmeisterschaften 1995 auf beiden Rückenstrecken auf den vierten Platz. 1996 bei den Olympischen Spielen in Atlanta wurde der 100-Meter-Rücken-Wettbewerb zuerst ausgetragen. Jeff Rouse aus den Vereinigten Staaten gewann mit 0,88 Sekunden Vorsprung auf den Kubaner Rodolfo Falcón, der seinerseits 0,04 Sekunden vor seinem Landsmann Neisser Bent anschlug. Über 200 Meter Rücken schied Bent als 20. der Vorläufe aus.
1997 siegte Neisser Bent bei den Kurzbahnweltmeisterschaften in Göteborg über beide Rückenstrecken. Bei der Universiade in Catania gewann Bent Gold über 100 Meter Rücken. Über 200 Meter Rücken wurde er Zweiter hinter dem Italiener Emanuele Merisi. 1998 schwamm Bent bei den Weltmeisterschaften in Perth auf den vierten Platz über 100 Meter Freistil. Bei den Zentralamerika- und Karibikspielen 1998 erschwamm Bent die Goldmedaille über 200 Meter Rücken und über 200 Meter Lagen; über 100 Meter Rücken und mit der 4-mal-100-Meter-Freistilstaffel wurde er Zweiter. Im Jahr darauf bei den Panamerikanischen Spielen in Winnipeg wurde Bent Vierter über 100 Meter Rücken und mit der Lagenstaffel, über 200 Meter Rücken erreichte er das Ziel als Siebter. Bei den Olympischen Spielen 2000 in Sydney schied Bent als 24. im Vorlauf über 200 Meter Rücken aus. Neisser Bent schwamm noch einige Jahre bei internationalen Meisterschaften. Bei den Panamerikanischen Spielen 2003 wurde er noch einmal Sechster über 100 Meter Rücken.